# East Stour (Dorset)
East Stour est une paroisse civile et un village du Dorset, en Angleterre.